# 李謙 (建文進士)
李謙（1365年—？），字子讓，山西平陽府絳州稷山縣人，民籍，明朝政治人物。進士出身。

## 生平
縣學生，建文元年，己卯科鄉試第四十六名。建文二年（1400年）庚辰科會試第九十五名，殿試登進士三甲，授開城知縣。

## 家族
曾祖父李高、祖父李受輕，父亲李仲信。